# Köfte

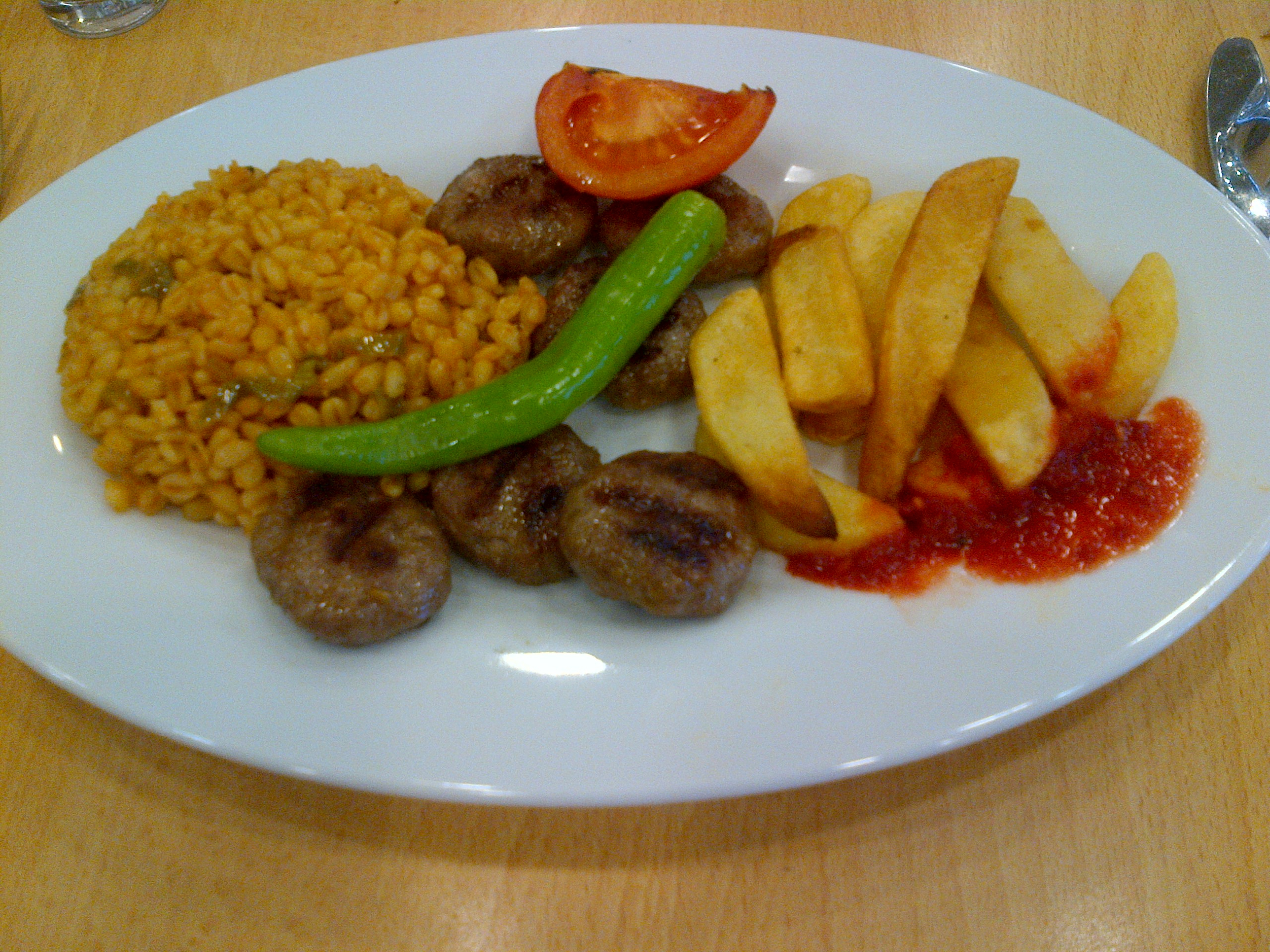
Köfte aus der Türkei mit Pommes frites und Bulgur.

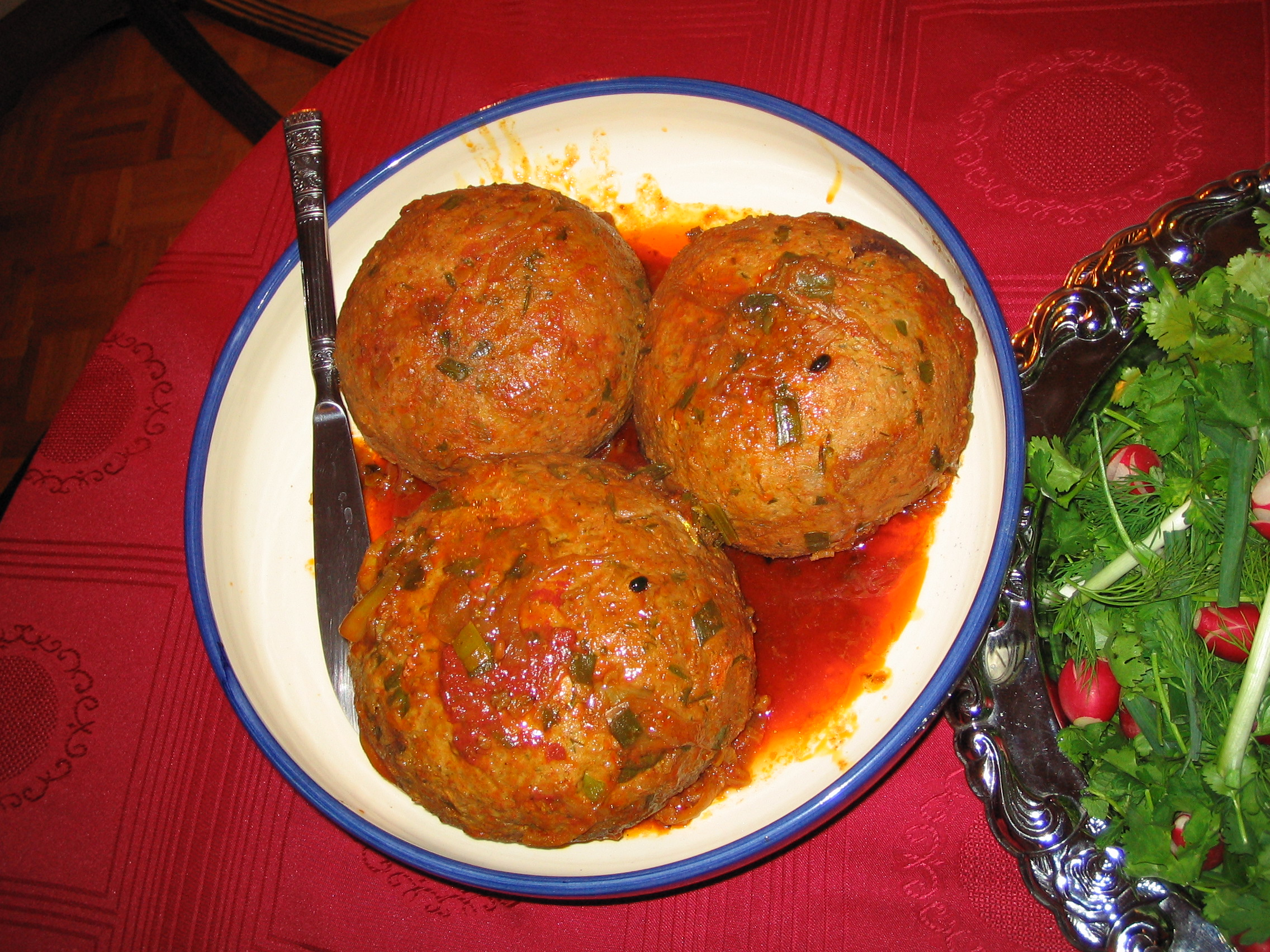
Kufteh Tabrizi aus dem Iran.

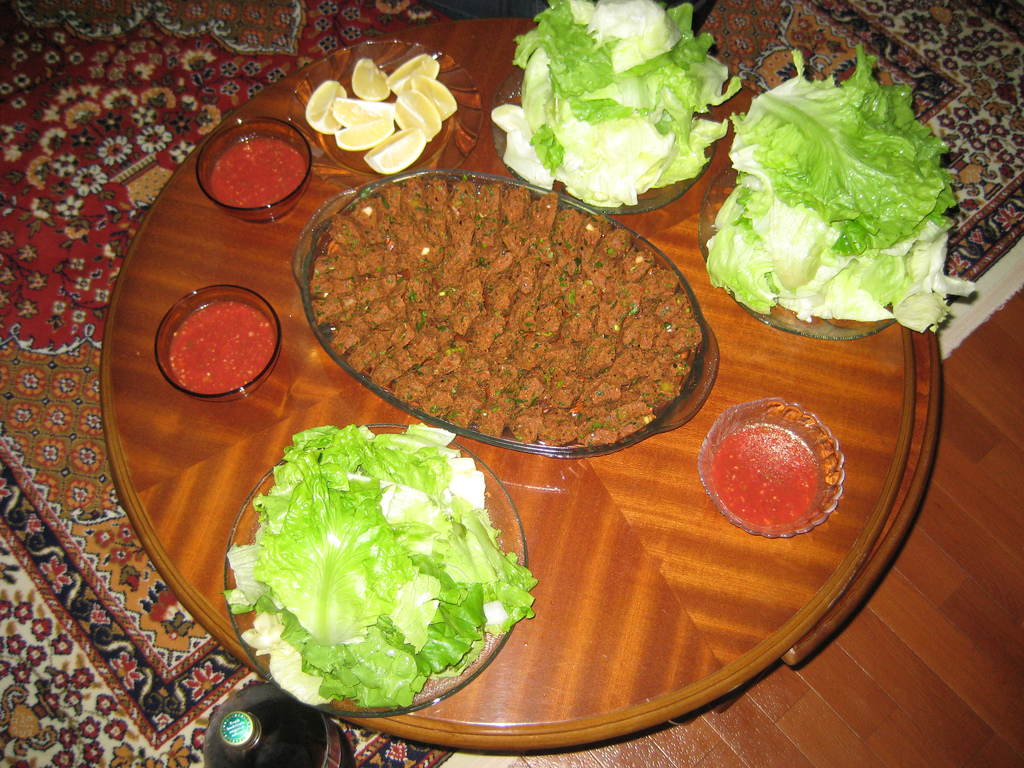
Çiğ Köfte

Köfte (Türkisch, von persisch کوفته Kufteh, ‚Zerstampftes‘; arabisch كفتة Kufta, in manchen Dialekten auch Kafta, Kifta) sind meist kräftig gewürzte, gebratene, gebackene oder gegrillte Hackfleischbällchen, -röllchen oder -fladen, vor allem aus Lamm oder Rind (auch gemischt), die in zahlreichen Varianten in der gesamten orientalischen Küche von Nordafrika über Südosteuropa bis nach Indien verbreitet sind.
Nach einer Untersuchung, die der Fleischwarenhersteller Pınar Et 2005 türkeiweit durchführen ließ, gibt es in der türkischen Küche 291 Köfte-Sorten. Bekannte Sorten sind İnegöl-Köfte (kaum bis wenig gewürzt in Röllchenform – ähnlich den Ćevapčići auf dem Balkan), Tekirdağ-Köfte (mit Zwiebeln und Petersilie gewürzte İnegöl-Köfte), Akçaabat-Köfte (mit Knoblauch gewürzt in Schiffchenform), Akhisar-Köfte (aus magerem Hackfleisch und Zwiebeln), İzmir-Köfte (Köfte mit Kartoffeln in Tomaten-Sauce), Misket-Köfte (ähnlich Köttbullar), Odun-Köfte oder Cızbız-Köfte (rund und flach, gegrillt) und Satır- bzw. Tire-Köfte (aus zerkleinertem Fleisch, kein Hack). Benannt sind Köfte meist nach ihrem Ursprungsort.
Typische Gewürze sind Oregano, Kreuzkümmel, Paprikapulver, Pfeffer, Zimt oder Nelkenpulver sowie eine Gewürzzubereitung namens Köfte Baharatı (Köfte-Gewürz) und Salz. Zutaten wie Brot, Paniermehl oder Ei werden selten verwendet.
Çiğ Köfte (Türkisch für rohe Köfte) sind meist kräftig gewürzte rohe Hackfleischklößchen. Zutaten sind Hackfleisch vom Rind, feiner Bulgur, Zwiebeln, Knoblauch, scharfe Paprikapaste, Tomatenmark, Zitronen, gemahlener Kreuzkümmel, schwarzer Pfeffer, Salz, gemahlener Koriander, scharfes Paprikapulver und Petersilie. Weit verbreitet ist auch die vegetarische Version mit Bulgur und Kartoffeln statt Hackfleisch. Der Verkauf mit rohem Fleisch hergestellter Çiğ Köfte ist in der Türkei nach einem Infektionsfall mit Trichinella spiralis 2004 und schließlich 2008 in Angleichung an das EU-Recht verboten.
In frühen arabischen Kochbüchern werden Köfte als aus gewürztem Lammhack zur Größe von Orangen geformt und mit Eigelb und teilweise Safran überzogen beschrieben – also mit einer Art von Panade.
Der griechische Begriff Keftes (griechisch Κεφτές) für – meist runde – Hackfleischbällchen bezeugt den Einfluss der türkischen Sprache auf manche Bezeichnungen in der griechischen Küche. Im Serbokroatischen werden sie Ćufte genannt. In der bulgarischen Küche werden Köfte (bulgarisch кюфте) auch aus Zucchini und Kartoffeln zubereitet. In Rumänien ist die Speise als „Chiftele“ bekannt. In der albanischen Küche sind Qofte weit verbreitet, meist als Röllchen gegrillt oder wie die Qofte aus Korça in Tomatensaucen gebraten.